# Halflife
Halflife è il secondo EP del gruppo musicale italiano Lacuna Coil, pubblicato nel 2000 dalla Century Media Records.

## Descrizione
L'EP si compone di cinque brani, tra cui uno inciso in lingua italiana, Senzafine.
Nel 2005 l'EP è stato ripubblicato in edizione rimasterizzata insieme a Lacuna Coil nella raccolta The EPs.

## Tracce
1. Halflife – 5:02 (Lacuna Coil)
2. Trance Awake – 2:00 (musica: Marco Coti Zelati)
3. Senzafine – 4:00 (testo: Cristina Scabbia, Andrea Ferro – musica: Marco Coti Zelati)
4. Hyperfast – 4:58 (testo: Cristina Scabbia, Andrea Ferro – musica: Marco Biazzi)
5. Stars – 4:33 – originariamente interpretata dai Dubstar

## Formazione
Gruppo
- Cristina Scabbia – voce, arrangiamento
- Andrea Ferro – voce, arrangiamento
- Marco Coti Zelati – basso, arrangiamento, tastiera, programmazione
- Cristiano Migliore – chitarra, arrangiamento
- Marco Biazzi – chitarra, arrangiamento
- Cristiano Mozzati – batteria, arrangiamento, programmazione

Produzione
- Waldemar Sorychta – produzione, ingegneria del suono, missaggio
- Dario Mollo – ingegneria del suono
- Volker Beushausen – fotografia
- Marco Coti Zelati – layout, design
- Carsten Drescher – layout